# 2018年國家聯盟冠軍賽
2018年國家聯盟冠軍賽是美國職棒大聯盟季後賽第二輪的比賽，由國聯中區冠軍密爾瓦基釀酒人和去年國聯冠軍，連6年獲得國聯西區冠軍的洛杉磯道奇展開對決。這是釀酒人繼2011年再度打進國聯冠軍賽，道奇則是連續3年挺進國聯冠軍賽。

## 洛杉磯道奇對密爾瓦基釀酒人
道奇4比3晉級
| 場次 | 客隊   | 比分           | 主隊   | 日期     | 場地       | 觀眾人數 |
| ---- | ------ | -------------- | ------ | -------- | ---------- | -------- |
| 1    | 道奇   | 5：6           | 釀酒人 | 10月12日 | 米勒棒球場 | 43,615   |
| 2    | 道奇   | 4：3           | 釀酒人 | 10月13日 | 米勒棒球場 | 43,905   |
| 3    | 釀酒人 | 4：0           | 道奇   | 10月15日 | 道奇體育場 | 52,793   |
| 4    | 釀酒人 | 1：2(延長13局) | 道奇   | 10月16日 | 道奇體育場 | 53,764   |
| 5    | 釀酒人 | 2：5           | 道奇   | 10月17日 | 道奇體育場 | 54,502   |
| 6    | 道奇   | 2：7           | 釀酒人 | 10月19日 | 米勒棒球場 | 43,619   |
| 7    | 道奇   | 5：1           | 釀酒人 | 10月20日 | 米勒棒球場 | 44,097   |

## 逐場戰況

### 10月12日 第一場
威斯康辛州，密爾瓦基，米勒棒球場
相較於道奇老早就宣佈推出克萊頓·克蕭主投G1，釀酒人直到賽前才正式宣告由季中交易轉來的新同學吉奧·岡薩雷茲擔綱先發，並且和NLDS的G1一樣，以投手車輪戰來對抗來犯敵軍。
曼尼·馬查多在2上率先用陽春砲打開局面，但沒想到酒鬼中最先做出回應的，居然是第2任投手布蘭登·伍卓夫，他一棒轟出中外野大牆，點燃酒鬼反攻氣焰。前一戰表現出色的克萊頓·克蕭，本戰僅投3+局就丟了5分黯然退場。
7下Jesús Aguilar補上非常關鍵的陽春砲，讓道奇雖然在8、9兩個半局都有分數進帳，卻無法翻盤成功。最終酒鬼以6：5旗開得勝。
| 洛杉磯道奇 | 0 | 1 | 0 | 0 | 0 | 0 | 0 | 3 | 1 | 5 | 8  | 4 |
| 密爾瓦基釀酒人 | 0 | 0 | 2 | 3 | 0 | 0 | 1 | 0 | X | 6 | 11 | 0 |
| 勝投： 布蘭登·伍卓夫 (1–0) 敗投： 克萊頓·克蕭 (0–1) 救援成功： Corey Knebel (1) 全壘打： 道奇：曼尼·馬查多 (2上，1分) 釀酒人：布蘭登·伍卓夫 (3下，1分)、Jesús Aguilar (7下，1分) |   |   |   |   |   |   |   |   |   |   |    |   |

### 10月13日 第二場
威斯康辛州，密爾瓦基，米勒棒球場
第二戰，道奇派出柳賢振先發對決釀酒人先發韋德·麥利。前四局兩隊都無法攻破對方城池，直到5局下，奧蘭多·阿西亞擊出陽春砲打破僵局。
6局下，崔維斯·蕭爾也擊出全壘打，釀酒人擴大領先至3比0。
7局上，道奇展開反攻，靠著兩次保送和三支安打追回2分。8局上，前一戰吞下4K的賈斯汀·特納，擊出兩分全壘打，幫助道奇逆轉戰局。
9局下，肯利·簡森順利關門，道奇將系列賽戰局扳成1勝1負。
| 洛杉磯道奇 | 0 | 0 | 0 | 0 | 0 | 0 | 2 | 2 | 0 | 4 | 9 | 0 |
| 密爾瓦基釀酒人 | 0 | 0 | 0 | 0 | 2 | 1 | 0 | 0 | 0 | 3 | 7 | 0 |
| 勝投： Pedro Báez (1–0) 敗投： Jeremy Jeffress (0–1) 救援成功： 肯利·簡森 (1) 全壘打： 道奇：賈斯汀·特納 (8上，2分) 釀酒人：奧蘭多·阿西亞 (5下，1分)、崔維斯·蕭爾 (6下，1分) |   |   |   |   |   |   |   |   |   |   |   |   |

### 10月15日 第三場
加利福尼亞州，洛杉磯，道奇體育場
雙方都推出在加賽登板的先發投手：釀酒人Jhoulys Chacin對決道奇沃克·布勒。
來犯的酒鬼在1上先出招，雖然單局吞下3張老K，靠著克里斯蒂安·葉力奇保送和萊恩·布勞恩安打得到第1分。
道奇並不是沒有機會反攻。2下攻佔滿壘，但是投手沃克·布勒遭到三振無功而返；4局下曼尼·馬查多跑壘時蓄意將手伸向二壘手奧蘭多·阿西亞的腿，造成傳球失誤（這已經是曼尼·馬查多本戰第2次這麼做了），經過釀酒人抗議、提出挑戰後，裁判改判雙殺成立，道奇攻勢再度瓦解；5下道奇該局首位打者亞斯曼尼·葛蘭多擊出二壘安打，不過後面棒次依舊無法掌握機會破蛋。
道奇頻頻放槍，反觀釀酒人則是頻頻追加保險分。6上崔維斯·蕭爾擊出三壘安打，靠著捕逸回來得分；7上本季只打出3支全壘打的奧蘭多·阿西亞擊出2分砲（今年季後賽的個人第3轟），釀酒人4：0領先。
9下，道奇最後的反攻機會，面對前一戰砸鍋的Jeremy Jeffress，賈斯汀·特納和曼尼·馬查多皆擊出安打，釀酒人先後面臨無人出局二三壘有人和1出局滿壘危機，不過Jeremy Jeffress接連三振亞斯曼尼·葛蘭多和Brian Dozier，讓劇場完美謝幕。釀酒人4：0完封道奇，再度取得系列賽領先。
| 密爾瓦基釀酒人                                                                                        | 1 | 0 | 0 | 0 | 0 | 1 | 2 | 0 | 0 | 4 | 7 | 1 |
| 洛杉磯道奇                                                                                            | 0 | 0 | 0 | 0 | 0 | 0 | 0 | 0 | 0 | 0 | 5 | 1 |
| 勝投： Jhoulys Chacin (1–0) 敗投： 沃克·布勒 (0–1) 全壘打： 釀酒人：奧蘭多·阿西亞 (7上，2分) 道奇：無 |   |   |   |   |   |   |   |   |   |   |   |   |

### 10月16日 第四場
加利福尼亞州，洛杉磯，道奇體育場
力拚直接帶走的釀酒人，推出吉奧·岡薩雷茲掛帥主投，但他只投了1局就傷退，讓釀酒人不得不再度啟動投手車輪戰。
道奇這邊靠著交易來的Brian Dozier在1下敲安破蛋，而釀酒人則是在5上，由代打Domingo Santana從里奇·希爾手中揮出右外野二壘安打追平。雙方從6局開始就再也無法越雷池一步，緊張而漫長的賽事就連轉播單位都秀出了距離G5僅剩下15小時的提醒。
13下2出局，科迪·貝林傑一棒打到右外野，二壘上先前比賽態度受到批評的曼尼·馬查多拔腿狂奔，毫無疑問的安全滑回本壘，幫助道奇2：1險勝對手，再度追平系列賽。
| 密爾瓦基釀酒人                                    | 0 | 0 | 0 | 0 | 1 | 0 | 0 | 0 | 0 | 0 | 0 | 0 | 0 | 1 | 8 | 0 |
| 洛杉磯道奇                                        | 1 | 0 | 0 | 0 | 0 | 0 | 0 | 0 | 0 | 0 | 0 | 0 | 1 | 2 | 7 | 0 |
| 勝投： Julio Urias(1–0) 敗投： Junior Guerra(0–1) |   |   |   |   |   |   |   |   |   |   |   |   |   |   |   |   |

### 10月17日 第五場
加利福尼亞州，洛杉磯，道奇體育場
前一場才消耗9位投手的道奇，派出克萊頓·克蕭力求聽牌，而釀酒人打算再玩一次假先發策略，讓韋德·麥利只丟5球，送出一個保送就退場，不過道奇總教練並未隨之起舞，先發打線正常排上陣中左打。
G1爆炸的書僮，本戰一雪前恥，雖被酒鬼先馳得點，但主投7局就只失這麼1分，還送出9次三振。
5局下，道奇靠著2支安打追平比數。6局下，道奇擊出3支安打及一次觸身球再得到2分。7局下，道奇再添加2分保險。
9局上，釀酒人擊出2支二壘安打追回一分，不過道奇派出前一場燃燒34球的肯利·簡森救援，簡森最後三振麥克·穆斯塔卡斯結束比賽，最終道奇5比2獲勝，系列賽取得聽牌優勢。
| 密爾瓦基釀酒人                                                               | 0 | 0 | 1 | 0 | 0 | 0 | 0 | 0 | 1 | 2 | 5 | 1 |
| 洛杉磯道奇                                                                   | 0 | 0 | 0 | 0 | 1 | 2 | 2 | 0 | X | 5 | 9 | 0 |
| 勝投： 克萊頓·克蕭 (1–1) 敗投： 布蘭登·伍卓夫 (1–1) 救援成功： 肯利·簡森 (2) |   |   |   |   |   |   |   |   |   |   |   |   |

### 10月19日 第六場
威斯康辛州，密爾瓦基，米勒棒球場
為了直接自摸胡牌，道奇本戰做出變陣，將2011年世界大賽MVP大衛·佛裡斯排在第1棒，結果他以一支首局首打席全壘打向對手下馬威，不過釀酒人打線在1下做出回應，單局5支安打加1次四壞保送（其中4支安打在2出局後敲出），包含Jesus Aguilar一棒逆轉的2分打點二壘安打，加上麥克·穆斯塔卡斯和Erik Kratz的補刀，就連釀酒人先發投手韋德·麥利成為1下第3個出局數，也是個威脅性十足的飛球出局，釀酒人取得4：1領先。
釀酒人還不因此滿足，2下輪到克里斯蒂安·葉力奇與萊恩·布勞恩接連敲出二壘安打，這時球隊已經取得5：1領先。表現不佳的柳賢振，主投3局就失5分退場休息。
道奇本戰的打擊全看大衛·佛里斯表演，除了在第1局首打席就開轟外，第5局又補上二壘安打，為球隊添上第2分。雖然韋德·麥利投不完5局就下臺一鞠躬，釀酒人3位牛棚投手（Corey Knebel、Jeremy Jeffress和柯賓·伯恩斯）完全鎖住道奇打線，終場地主以7：2獲勝，第3度將系列賽扳平。
| 洛杉磯道奇                                                                                     | 1 | 0 | 0 | 0 | 1 | 0 | 0 | 0 | 0 | 2 | 5  | 0 |
| 密爾瓦基釀酒人                                                                                 | 4 | 1 | 0 | 0 | 0 | 0 | 1 | 1 | x | 7 | 11 | 0 |
| 勝投： Corey Knebel (1–0) 敗投： 柳賢振 (0–1) 全壘打： 道奇：大衛·佛里斯 (1上，1分) 釀酒人：無 |   |   |   |   |   |   |   |   |   |   |    |   |

### 10月20日 第七場
威斯康辛州，密爾瓦基，米勒棒球場
從加賽開始的「雙敗淘汰賽」，道奇和釀酒人不但都拿下分區冠軍，而且都通過重重考驗，並在國聯冠軍戰各拿3勝。通往芬威球場的最終決戰，雙方都推出了在加賽登板的先發投手：釀酒人Jhoulys Chacin與道奇沃克·布勒。
本季國聯MVP熱門人選克里斯蒂安·葉力奇，在這個系列賽被嚴加看管，手感不如例行賽火燙，但1下從沃克·布勒手中敲出右外野陽春砲，幫助酒鬼先馳得點。不過這支全壘打也是道奇本戰唯一失分，沃克·布勒雖然只投了4.2局無緣勝投，已經讓道奇看到無限生機。
2局上半，淪為密爾瓦基公敵的曼尼·馬查多在滿球數情況下，大膽採用偷點戰術，形成內野一壘安打，科迪·貝林傑再補上右外野兩分砲，道奇取得2：1超前，也迫使釀酒人在3上提前押上鬼牌Josh Hader。
道奇打線在6上再度開火，Yasiel Puig的3分砲為釀酒人釘上最後一根棺材釘。儘管無法在9上1出局滿壘時增添更多保險分，9下道奇派出克萊頓·克蕭，他送出了2K，最終道奇以5：1贏球，連續2年拿下國聯冠軍，和波士頓紅襪展開世界大賽。
| 洛杉磯道奇 | 0 | 2 | 0 | 0 | 0 | 3 | 0 | 0 | 0 | 5 | 10 | 0 |
| 密爾瓦基釀酒人 | 1 | 0 | 0 | 0 | 0 | 0 | 0 | 0 | 0 | 1 | 7  | 0 |
| 勝投： 萊恩·麥德森 (1–0) 敗投： Jhoulys Chacin (1–1) 全壘打： 道奇：科迪·貝林傑 (2上，2分)、Yasiel Puig (6上，3分) 釀酒人：克里斯蒂安·葉力奇 (1下，1分) |   |   |   |   |   |   |   |   |   |   |    |   |

## 紀錄
- Brandon Woodruff於第一戰第三局下半對克萊頓·克蕭擊出陽春砲，成為繼1924年巨人隊的Rosy Ryan及2016年小熊隊的崔維斯·伍德後，第三位於季後賽開轟的中繼投手，更是釀酒人隊史上第一人。